# Königin der Apostel (Ordensgemeinschaft)
Die Missionskongregation der Schwestern „Königin der Apostel“ (Societas Missionalis Sororum Reginae Apolostolorum, Ordenskürzel: SRA) ist eine römisch-katholische Missionsgesellschaft, die 1923 in Wien gegründet wurde.
Der von 1872 bis 1876 in Indien tätige deutsche Jesuit Pater Antonius Maria Bodewig wollte eine Missionsgesellschaft gründen, konnte dafür aber keine kirchliche Genehmigung erhalten.
Einige Brüder und Schwestern zogen 1906 nach Wien, wo besonders Bruder Paul Sonntag für die neue Missionsgesellschaft warb und ab 1909 die Missionszeitschrift Licht und Liebe herausgab. Er wurde vom damaligen Universitätsprofessor Theodor Innitzer unterstützt, mit dessen Hilfe 1916 die Gesellschaft des katholischen Missionswerks für Indien in Wien gegründet wurde. Kardinal Friedrich Gustav Piffl genehmigte 1923 die Errichtung der neuen Kongregation, die sich ab diesem Zeitpunkt Königin der Apostel nannte, in der vom Baumeister Franz Glaser sen. erworbenen Villa. Theodor Innitzer wurde der erste Generalobere und behielt dieses Amt bis zu seiner Ernennung zum Erzbischof von Wien.
1925 erfolgte die Trennung in einen männlichen und weiblichen Zweig. 1927 wurden die ersten Ordensangehörigen nach Indien entsandt. Am 9. April 1954 wurde der männliche Zweig aufgelöst.
Das Mutterhaus der weiblichen Kongregation wurde in Wien errichtet. 1939 wurden die ersten indischen Schwestern aufgenommen.
1949 erhielten die Missionsschwestern ihre päpstliche Approbation. Seit 1965 sind indische Schwestern in Europa tätig. Am 27. September 2000 wurde mit Sr. Callista Panachickel die erste Inderin zur Generaloberin gewählt.
Neben Österreich gibt es die meisten Niederlassungen in Indien, einige in Deutschland und Italien, ab 1983 auch auf den Philippinen und seit 1992 in der Slowakei. Das Haus in Belgien musste 2001 geschlossen werden. Weltweit gehören über 800 Schwestern zu dieser Gemeinschaft.
In Übersee betreut die Kongregation vor allem Sozialeinrichtungen und Schulen, in Europa arbeiten die Schwestern hauptsächlich in der Krankenpflege und in Kindergärten.